# Sadang-dong
Sadang-dong là một dong, phường của Dongjak-gu ở Seoul, Hàn Quốc.
Trong một cuộc khảo sát được tiến hành vào năm 2011 bởi Bộ đất đai, hạ tầng và giao thông vận tải trên 92 phân cấp hành chính trên toàn quốc, báo cáo rằng các điểm dừng xe buýt ở Sadang-dong là một trong những chuyến xe buýt đông đúc nhất cả nước.

## Liên kết
- Bản đồ và thống kê của Dongjak-gu[liên kết hỏng]